# Вилиџиз (Флорида)
Вилиџиз (енгл. The Villages) насељено је место без административног статуса у америчкој савезној држави Флорида.

## Демографија
По попису из 2010. године број становника је 51.442, што је 43.109 (517,3%) становника више него 2000. године.
| Група             | 2000.         | 2010.          |
| Белци             | 8.100 (97,2%) | 49.840 (96,9%) |
| Афроамериканци    | 43 (0,5%)     | 314 (0,6%)     |
| Азијати           | 44 (0,5%)     | 342 (0,7%)     |
| Хиспаноамериканци | 108 (1,3%)    | 768 (1,5%)     |
| Укупно            | 8.333         | 51.442         |